# Mag (nauczyciel)
Uzasadnienie:  to są artykuły o tym samym i wyodrębnianie ich nie ma sensu 
Mag (staroperski/medyjski magi maγu lub maguš, elam. magu-pati, sanskr. maga, gr. μάγος, per. مغ; łac. magus, pahlawi magu-pati, magupat mag-nauczyciel) oznacza wyznawcę zaratusztrianizmu, kapłana zaratusztriańskiego czy samego Zaratusztrę (Zoroastra).

## Źródła irańskie
Sam Zaratusztra nazywa siebie w Gathach słowem zaotar czyli w pełni wykwalifikowanym kapłanem. Używa on także w stosunku do siebie określenia Mantran, to znaczy tego kto jest zdolny układać mantrę (sanskryckie mantra) – natchnione przesłanie mocy. W awestyjskim termin kapłan jest związany ze słowem āθravan (atrawan)

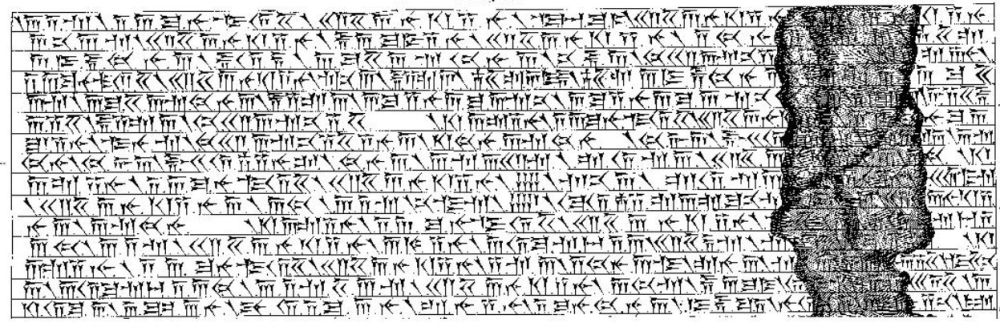
Inskrypcja Dariusza I Wielkiego z Behistun (520-518 p.n.e.) kolumna IX (DB I 1-15), szkic Pani Spiegel z 1881 r.

 Najwcześniejsze znane użycie słowa mag, magusz znajduje się w trójjęzycznej inskrypcji Dariusza Wielkiego, znanej jako Inskrypcja z Behistun. Drugi przykład pojawia się w tekstach Awesty, świętej księgi zaratusztrianizmu. Znajduje się w części Młodszej Awesty, termin pojawia się Hapax legomenon: moghu.tbiš, co oznacza „wrogi wobec moghu ”, gdzie moghu nie (jak wcześniej sądzono) znaczy „mag”, ale raczej „członek plemienia” lub odnosił się do konkretnej klasy społecznej w języku protoirańskim, co następnie przejął język awestyjski. „Być może, że awestyjskie moghu (który nie jest tym samym co awestyjskie maga ) i medyjskie magu pochodzą od tego samego słowa, i były wspólnym irańskim terminem na „członka plemienia” rozwinął się u Medów do specjalnego znaczenia jako „członek z (kapłańskiego) rodu”, stąd kapłan”. A.D. Jong zwraca uwagę, że na elamickich tabliczkach klinowych z okresu achemenidzkiego, elamickie słowo ma-ku-iš (mag) oznaczające kapłana występuje w różnych nierozłącznych kombinacjach oznaczających ich funkcję: d-ha-tur-mak-ša kapłan ognia, d-ha-tur-ma-bat-tiš arcykapłan, pi-ra-ma-iz-da układacz hymnów. Podobne rozróżnienie ma miejsce w hierarchii kapłańskiej w okresie średnioperskim. Wyróżniano więc różnego rodzaju funkcje połączone ze słowem mag. Zatem późniejsze połączenie staroperskiego magu z awestyjskim paiti (mag-nauczyciel) jest nieprzypadkowe. 

## Źródła hellenistyczne
W tym znaczeniu słowo to upowszechnione zostało w całej wschodniej części regionu Morza Śródziemnego i Azji Zachodniej aż do późnej starożytności. To pojęcie zmieszało się ze starszym greckim słowem goēs (γόης), określającym praktykującego magię, w tym astronomię, astrologię, alchemię i inne formy ezoterycznej wiedzy, umiejętności. Skojarzenie to było wynikiem hellenistycznej fascynacji dziełami pseudoepigraficznymi pisarzy greckich takich jak Pseudo – Zoroaster, Pseudo – Hystaspes, Pseudo – Ostanes, którzy byli postrzegani przez Greków jako chaldejscy założyciele stowarzyszenia mędrców, nauczycieli i wynalazców astrologii, jak i magii. Agatiasz pisał o nim jako o nauczycielu: „Zoroaster był ich nauczycielem i wprowadził rytuały magów; zastąpił ich pierwotny kult wielkimi i skomplikowanymi doktrynami ”(tłum. de Jong). Ta grecka interpretacja wpłynęła także na współczesne znaczenie słów „magia” i „magik”.

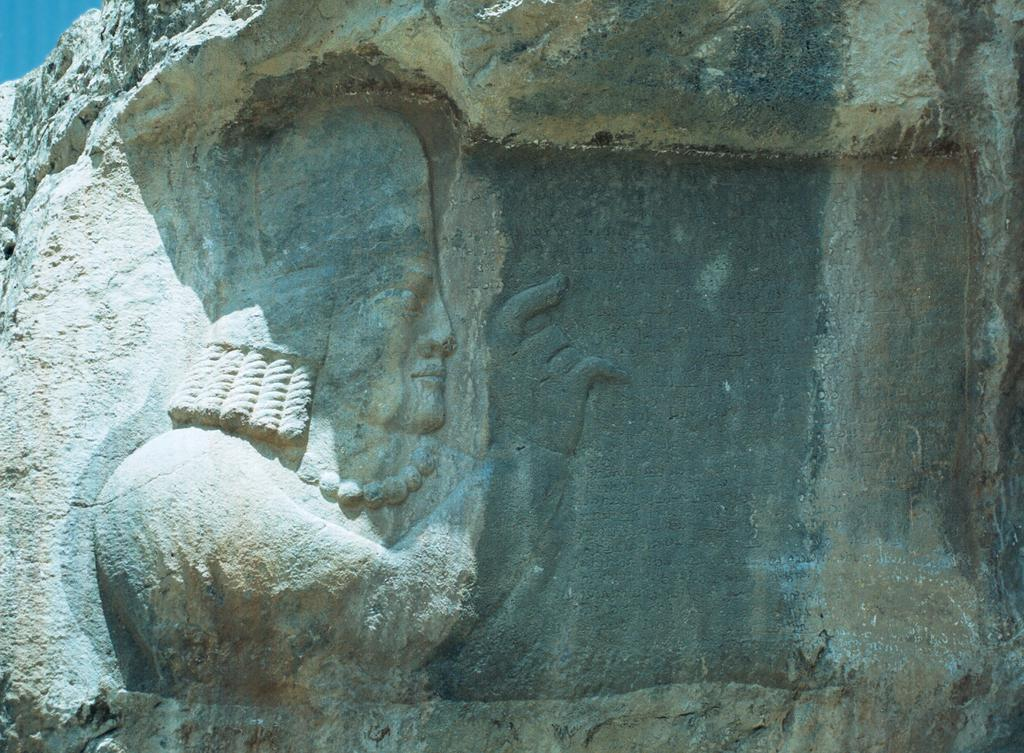
Inskrypcja Maga Kartira (Magu-pati) z Naksze Radżab w Iranie, III w. n.e. okres sasanidzki, Fotografia: Philippe Chavin (Simorg) Wikimedia Commons

## Źródła średnioperskie (pahlawijskie)
W średnioperskim słowo magu-paiti pochodzące ze zbitki dwóch słów awestyjskich przekształciło się w słowo mobed / mobad oznaczające kapłana zaratusztriańskiego. Dhalla twierdzi, że było to nieprzypadkowe i zamierzone przez kapłanów sasanidzkich odejście od klasowej nazwy kapłana atravan, w celu wskrzeszenia tradycji medyjskiego znaczenia słowa mag w połączeniu ze słowem nauczyciel.